# Maria Maddalena (Perugino)
La Maria Maddalena  è un dipinto a olio su tavola (47x34 cm) di Pietro Perugino, databile al 1500 circa e conservato nella Galleria Palatina di Firenze.

## Storia
Il dipinto è elencato nell'inventario di palazzo Pitti del 1641, con attribuzione al Perugino, ma già in quello del 1691 è assegnato a Raffaello. Dal 1695 poi è sempre ricordato come pendant al Ritratto di Francesco Maria della Rovere agli Uffizi, generalmente assegnato oggi al Sanzio.
Dal 1797 al 1803 venne inviato a Palermo, con attribuzione al Franciabigio, ma in quel periodo viene avanzata anche l'ipotesi di un'opera di Leonardo da Vinci (ripresa da Luigi Lanzi). In seguito venne assegnata a Jacopo Francia (inventari del 1810, 1815 e 1829).
L'attribuzione al Perugino oggi è comunemente accettata dalla critica moderna.

## Descrizione e stile
Maria Maddalena è ritratta di tre quarti, rivolta a sinistra con lo sguardo trasognato in una silenziosa contemplazione guardando in basso verso destra. L'effigie della santa è ripresa dall'inconfondibile fisionomia di Chiara Fancelli, moglie di Perugino e modella di tante Madonne, sia del marito che del giovane Raffaello. Lo stile del dipinto è dolce e accattivante, paradigmatico di quelle caratteristiche che determinarono il successo dell'artista.
La figura emerge da uno sfondo scuro con toni morbidi e modulati, debitori dello sfumato leonardesco, mentre la posa, con le mani appoggiate su un immaginario parapetto, riprende l'esempio della scuola fiamminga, in particolare di opere come quelle di Hans Memling. Finissima è la cura del dettaglio, come la veste bordata di pelliccia, resa con sottilissimi tratti in punta di pennello. L'opera è confrontabile con una Madonna al Louvre, pure con sfondo scuro, attribuita a quegli stessi anni.